# Levantamiento indígena de Totonicapán de 1820
El Levantamiento indígena de Totonicapán de 1820 fue una revolución indígena que los líderes  José Juan Chumil, Siriaco Consigua, Anastacio y Lucas Carlos encabezaron en 1820. Este fue el levantamiento colonial indígena de mayor trascendencia en el territorio moderno de Centroamérica, aunque no llegó a ser tan violento como la Guerra de Castas que se produjo en Yucatán treinta años después. El levantamiento se centró en la cabecera de la Alcaldía Mayor de Totonicapán, y estuvo íntimamente ligado con el proceso de la Independencia de Centroamérica, la guerra civil centroamericana entre los conservadores del Clan Aycinena y los liberales de la época, y con la formación del efímero Estado de Los Altos.

## Antecedentes
Gran parte de la economía colonial de la Nueva España dependía de la explotación de la tierra y el trabajo indígena por parte de la élite criolla y española, esto era especialmente cierto en la Guatemala colonial, donde a los mayas nativos y otros pueblos indígenas se les impusieron fuertes tributos. En respuesta a la pesada carga que enfrentaban los nativos, y buscando legitimar su nuevo gobierno, la España napoleónica promulgó la Constitución de Cádiz de 1812, que abolió estos tributos y extendió el sufragio a todos los indígenas americanos que vivían en las colonias españolas. Sin embargo, esta constitución duraría poco, y después de la caída de la España napoleónica y la reinstalación del rey Fernando VII en el poder, la Constitución de Cádiz sería abolida en 1814 junto con todos los acuerdos que la constitución promulgaba. La constitución sería promulgada nuevamente en 1820 debido a los esfuerzos de motín del general español Rafael del Riego. Aunque restaurada, las autoridades coloniales en Guatemala se negaron a promulgarla y continuaron exigiendo tributos a los indígenas. Los indígenas de Totonicápan se percataron de esto y se negaron a realizar ningún pago. Esta negativa provocaría mayor malestar en la región.

## Rebelión
Como respuesta a las demandas coloniales de tributo y a su negativa a promulgar la constitución recién reinstaurada, los pueblos quiché de Totonicapán se alzaron en oposición al gobierno colonial. La rebelión comenzó el 9 de julio de 1820 con líderes populares que organizaron protestas en la plaza central de Totonicapán, lo que provocó la huida del alcalde José Manuel de Lara del pueblo, temiendo por su vida. Bajo el liderazgo de Atanasio Tzul, quien fue declarado gobernador (rey, según la leyenda popular), se estimó que el tributo no se pagaba más y se desató una pequeña lucha contra las autoridades reales en Guatemala. Se estableció en Totonicapán un estado autónomo con un gobierno indígena adecuado, que duró 26 días.
La rebelión sería posteriormente sofocada el 3 de agosto de 1820 por una milicia ladina de aproximadamente mil hombres de Quetzaltenango, Salcajá y San Carlos Sija. Esta fuerza estaba liderada por el corregidor español de esa región, Prudencio Cózar, quien fue encargado y autorizado para usar la fuerza militar para obtener el pago. Una serie de pequeñas escaramuzas ocurrieron entre ambos bandos, pero las tropas indígenas mal entrenadas de Tzul demostrarían ser una fuerza ineficaz contra el ejército de Cózar. El conflicto duraría poco y Tzul, junto con otros líderes indígenas, se rendiría y luego sería encarcelado. Tzul y otros líderes serían indultados al año siguiente debido a la incapacidad del estado para procesar cualquier cargo de sedición contra el gobierno español, debido al movimiento de independencia en curso.

## Conmemoración
En el moderno cantón Paquí de Totonicapán, la independencia se celebra pero no el 15 de septiembre como en el resto de Guatemala y Centroamérica, sino que el 12 de julio, que fue la fecha en que se alzó Atanasio Tzul desafiando el pago de impuestos a la corona española y el poder de los criollos locales.